# Бенсонвилл
Бенсонвилл (англ. Bensonville) — город в северо-западной части Либерии, административный центр графства Монтсеррадо.

## География
Расположен примерно в 26 км к северу от столицы страны, города Монровия, на берегу реки Сент-Пол, на высоте 98 м над уровнем моря.

## Экономика
До гражданской войны в Либерии экономика города включала производство мыла, пиломатериалов, пластмасс, красок, мебели, светильников, цементных блоков; переработку рыбы и производство кондитерских изделий.

## Население
По данным на 2013 год численность населения составляет 4603 человека.
Динамика численности населения города по годам:
| 1984   | 2008 | 2013 |
| ------ | ---- | ---- |
| 15 000 | 4089 | 4603 |

## Известные уроженцы
В Бенсонвилле родился Уильям Ричард Толберт — президент Либерии с 1971 по 1980 год.